# Трактриса
Трактрисата е равнинна трансцендентна крива, дефинирана за пръв път от Клод Перо по следния начин: „Да се намери кривата, по която се движи хоризонтална равнина точка закрепена към края на нишка, чийто втори край се движи по права, лежаща в същата равнина“.
Тази дефиниция може да се изкаже и по още един начин: Трактисата е геометричното място на точка {\displaystyle M}, която се движи така, че частта от допирателната към кривата в {\displaystyle M} между нея и пресечната точка {\displaystyle T} на допирателната с дадена направляваща права да е постоянно число.
За направляваща права обикновено се избира или абсцисната, или ординатната ос. Направляващата представлява асимптота на трактрисата. Точката от оста, от която започва движението представлява рогова точка от първи род.

## Уравнения
- Ако направляваща е оста x, движението започва когато {\displaystyle M} лежи на оста y с координати (0, a). Трактрисата е симетрична относно оста y. При тези условия декартовото ѝ уравнение е:

{\displaystyle x=\pm \left(a\ln {\frac {a+{\sqrt {a^{2}-y^{2}}}}{y}}-{\sqrt {a^{2}-y^{2}}}\right)}.
Параметричното представяне е
{\displaystyle {\begin{cases}x=a(\cos t+\ln \ tg{\frac {t}{2}})\\y=a\sin t\end{cases}}}
Движението на точката може да се опише и с диференциалното уравнение
{\displaystyle {\frac {dy}{dx}}=-{\frac {y}{\sqrt {a^{2}-y^{2}}}}}.
- Ако направляваща е оста y, движението започва когато {\displaystyle M} лежи на оста x и има координати (a, 0). Трактрисата е симетрична относно оста x и декартовото ѝ уравнение е:

{\displaystyle y=\pm \left(a\ln {\frac {a+{\sqrt {a^{2}-x^{2}}}}{x}}-{\sqrt {a^{2}-x^{2}}}\right)}.
Трактрисата може да се опише и с диференциално уравнение
{\displaystyle {\frac {dy}{dx}}=-{\frac {\sqrt {a^{2}-x^{2}}}{x}}}
с начално условие {\displaystyle y(a)=0} и решение {\displaystyle \int _{x}^{a}{{\frac {\sqrt {a^{2}-x^{2}}}{x}}dx}}.

## Свойства
- Поради начина, по който е дефинирана, трактрисата има свойството, че дължината на отсечката от всяка нейна допирателната от точка до направляваща права е постоянно число.
- Когато направляваща е оста x, дължината на дъгата от роговата точка (с координати (0, а)) до точка върху трактрисата с координати (x,y) е равна на {\displaystyle l=a.\ln \left({\frac {a}{y}}\right)}.
- Отново при x направляваща, радиусът на кривината на трактрисата в точка с координати (x,y) е {\displaystyle R=a.\operatorname {ctg} {\frac {x}{y}}}.
- Лицето на областта заключена между трактрисата и асимптотата ѝ е равно на {\displaystyle S={\frac {\pi a^{2}}{2}}}.
- Еволютата на трактриса е кривата, наречена „верижка“ (или „верижна линия“).
- Чрез завъртане на трактрисата около асимптотата се получава ротационна повърхнина, наречена псевдосфера, отличителна с постоянната си отрицателна кривина. Тя е подходяща за модел на неевклидовата хиперболична геометрия на Лобачевски.

## История
Наименованието трактриса е оправдано: от лат. trahere – „дърпам“, „тегля“. Перо въвежда кривата през 1693 г., и още през същата година Кристиан Хюйгенс и Готфрид Лайбниц я изследват. Хюйгенс обобщава кривата за случаите, когато направляващата е различна от права (напр. трактриса на окръжността, трактриса на паралобата).